# Castel Planta
Castel Planta (Greifen) (in tedesco Schloss Planta) è un maniero di origine medievale che si trova a Maia Alta nel comune di Merano.
Il nucleo originario del castello era costituito da una casatorre che nel 1284 diventò di proprietà di Ulrich von Greifen e della sua consorte. L'edificio rimase nelle mani della famiglia von Greifen, a cui dobbiamo il vecchio nome, fino alla sua estinzione nel XV secolo.
In seguito passò di mano in mano tra vari proprietari, tra i quali Hans Jakob von Völs-Colonna. Questi fece eseguire notevoli interventi edilizi per renderlo più lussuoso, tra i quali molto probabilmente la costruzione delle torrette angolari visibili ancor oggi.
L'attuale nome del castello è dovuto a Rudolf von Planta-Wildenberg, che vi si stabilì nel 1619 dopo che fu costretto a fuggire dalla svizzera in seguito a una condanna a morte per motivi politici. Nonostante successivi cambi di proprietà, il maniero mantenne comunque questo toponimo.
Attualmente il castello è di proprietà privata e non è visitabile.